# Henriette Bosquier
Henriette Bosquier (* 31. August 1917 in Nîmes; † 18. Januar 1984 in Saint-Christol-lez-Alès) war eine französische Politikerin. Von 1946 bis 1951 war sie Abgeordnete der Nationalversammlung.
Bosquier lebte in Saint-Christol bei Alès und arbeitete als Bäuerin. Im Juni 1946 trat sie als Listenzweite im Département Gard für das Mouvement républicain populaire bei den Wahlen zur zweiten verfassungsgebenden Nationalversammlung an. Das MRP errang zwei Mandate und so konnte die erst 28-jährige Bosquier ins Parlament einziehen. Bei den ersten regulären Parlamentswahlen der Vierten Republik wurde sie erneut als Listenzweite gewählt. 1951 endete ihr Mandat, da sie sich nicht zur Wiederwahl stellte.